# Nouvelle-Aquitaine
Nouvelle-Aquitaine är en administrativ region i Frankrike. Den bildades den 1 januari 2016 genom sammanslagning av tre tidigare regioner: Akvitanien, Limousin och Poitou-Charentes. Till och med september 2016 hette regionen Aquitaine-Limousin-Poitou-Charentes, innan ett nytt namn var godkänt.
Med sina 84 061 km² är det den till ytan största regionen i Frankrike.
Regionens största stad och huvudstad är Bordeaux.

## Indelning
Regionen är indelad i tolv departement.
| Nummer | Departement          | Huvudort       | Region 1982-2015 |
| ------ | -------------------- | -------------- | ---------------- |
| 16     | Charente             | Angoulême      | Poitou-Charentes |
| 17     | Charente-Maritime    | La Rochelle    | Poitou-Charentes |
| 19     | Corrèze              | Tulle          | Limousin         |
| 23     | Creuse               | Guéret         | Limousin         |
| 24     | Dordogne             | Périgueux      | Aquitaine        |
| 33     | Gironde              | Bordeaux       | Aquitaine        |
| 40     | Landes               | Mont-de-Marsan | Aquitaine        |
| 47     | Lot-et-Garonne       | Agen           | Aquitaine        |
| 64     | Pyrénées-Atlantiques | Pau            | Aquitaine        |
| 79     | Deux-Sèvres          | Niort          | Poitou-Charentes |
| 86     | Vienne               | Poitiers       | Poitou-Charentes |
| 87     | Haute-Vienne         | Limoges        | Limousin         |